# Stamford (Lincolnshire)
 For alternative betydninger, se Stamford. (Se også artikler, som begynder med Stamford)
Stamford er en by og sogn i South Kesteven Districtet i Lincolnshire, England. I 2011 havde den et befolkningstal på 19.701 og i 2019 blev det estimeret til at være 20.645 i 2019.
Byen har mange bygninger fra 1600- og 1700-tallet, i sten, bindingsværk og fem kirker fra middelalderen. Den er ofte blevet brugt til filmoptagelser.
Stamford var det første conservation area i England og Wales, under Civic Amenities Act 1967. Der findes over 600 listed buildings i og omkring byen. Signifikante bygninger, der ikke er listed, tæller Corn Exchange på Broad Street which der stod færdig i 1859.
I 2013 blev den rangeret som et af de bedste steder at bo i en undersøgelse fra The Sunday Times. Byens navn er blevet brugt til Stamford (Connecticut), der blev grundlagt i 1641.

## Filmlokation

### Tv
- Middlemarch (1994)
- The Buccaneers (1995)
- The Golden Bowl (2000)
- Bleak House (2005)
- My Mad Fat Diary (2013–2015)

### Film
- Stolthed og fordom (2005) – brugt som landsbyen Meryton
- The Da Vinci Code (2006)
- The Golden Bowl (2000)

## Berømte bysbørn
I alfabetisk rækkefølge.

### Kunst og tv
- Michael Asher (født 1953), FRSL, Stamford-født prisvindende forfatter og opdagelsesrejsende, der gik på Stamford School i 1964–1971.
- Torben Betts (født 1968), Stamford-født skuespilsforffatter, der gik på Stamford School i 1979–1986.
- Colin Dexter (1930–2017), forfatter og skaber af Inspector Morse
- Rae Earl (født 1971), forfatter og tv-vært
- Lady Angela Forbes (1876–1950), forfatter
- Andrew Lycett (født 1948), biograf
- James Mayhew (født 1964), forfatter og illustrator til børnebøger
- Mahomet Thomas Phillips (1876-1943), engelsk-congolesisk skulptør
- Wilfrid Wood (1888–1976), kunstner[11]

### Erhverv
- John Drakard (c. 1775–1854), avis-indehaver
- Arthur Kitson (1859–1937), direktør for Kitson Empire Lighting Company

### Kriminalitet
- John George Haigh (1909–1949), "The Acid Bath Murderer", født i Stamford.

### Regering og militær
- William Cecil, 1. Baron Burghley (1520–1598), Elizabetiansk statsmand
- Sir Mike Jackson (født 1944), britisk general

### Performance
- Sarah Cawood (født 1972), tv-vært
- James Bradshaw (født 1976) scene- og tv-skuespiller
- Tom Davis, skuespiller og komiker
- Tom Ford, tv-vært på 5th Gear
- Colin Furze (født 1979), YouTuber, dobbelt indehaver af en Guinness verdensrekord
- David Jackson (født 1947), progressiv rocksaxofonist, fløjtenist og komponist
- Nicola Roberts (født1985), sanger, bedst kendt som medlem af Girls Aloud
- George Robinson (født 1997), skuespiller
- Sir Malcolm Sargent (1895–1967), dirigent
- Sir Michael Tippett (1905–1998), komponist

### Uddannelse
- Harry Burton (1879–1940), Egyptolog og arkæologisk fotograf
- Robert of Ketton (с. 1110 – с. 1160), middelalderteolog, den første europæiske oversætter af Koranen.

### Sport
- David Cecil, 6. Marquess af Exeter (Lord Burghley indtil 1956; 1905–1981), politiker, Guvernør af Bermuda, og OL-vindende hækkeløber ved sommer-OL 1928
- Malcolm Christie (født 1979), tidligere professionel fodboldspiller
- Darren Ferguson (født 1972), fodboldtrænr for Peterborough United, søn af Alex Ferguson
- Thomas Goodrich (1823–1885), cricketspiller
- Paul Rawden (født 1973), tidligere cricketspiller
- M. J. K. Smith (født 1933), kaptajn for Englands cricketlandshold og den sidste engelske dobbelt internationale (cricket og rugby), gik på Stamford School.